# Agristo
Agristo N.V.  is een Belgisch aardappelverwerkend bedrijf. Het is wereldwijd de grootste exporteur van diepvriesfrieten en exporteert naar 120 landen. Het hoofdkantoor bevindt zich in Wielsbeke. Daarnaast produceert Agristo ook in Nazareth, Harelbeke en het Nederlandse Tilburg. Agristo werd opgericht in 1985 door Antoon Wallays en Luc Raes.
In 2001 nam Agristo de fabriek in Tilburg over en in 2011 werd Willequet N.V. uit Nazareth overgenomen.
Agristo produceert hoofdzakelijk private labels. In 2019 was de productiecapaciteit 750.000 ton aardappelen, het aantal werknemers is dan 900. In 2016 investeerde Agistro 100 miljoen euro in een nieuwe volautomatische fabriek in Wielsbeke en breidde haar capaciteit met 200.000 ton aardappelen uit. Bijna de hele productie van Agristo (90%) gaat naar het buitenland, waarvan een derde bestemd is voor buiten Europa. Grote exportlanden zijn Frankrijk en het Verenigd Koninkrijk, waar aardappelproducten te vinden zijn in de rekken bij supermarkten als Intermarché en Tesco.

## Vergunningsconflict
Buurtbewoners maken sinds de jaren 1980 bezwaren tegen de vestiging in Harelbeke.  Het grootschalige bedrijf is gevestigd in een landbouwzone en kwam vóór de aanleg van de gewestweg N36. In 1986 na veel beslommeringen kreeg het voor 15 jaar een vergunning, waarover vele gerechtelijke procedures gevoerd werden. 
In april 2001 toen deze vergunning verliep, kreeg Agristo een nieuwe milieuvergunning door de provincie, maar het Harelbeekse stadsbestuur ging hiertegen in beroep. In 2007 legde de Vlaamse Regering op dat Agristo niet mocht uitbreiden in Hulste. In 2005, 2012, als in 2019 kwam het na veroordelingen tot boetes.